# Hanumanus barbieri
Hanumanus barbieri là một loài bọ cánh cứng trong họ Ptinidae. Loài này được Pic miêu tả khoa học năm 1950.